# Thena
Thena (nascida Azura) é uma personagem das histórias em quadrinhos do Universo Marvel, publicado pela Marvel Comics. Ela apareceu pela primeira vez em The Eternals # 5 (novembro de 1976) e foi criada por Jack Kirby e Martin A. Burnstein. Ela é um membro dos Eternos, uma raça de super-humanos do Universo Marvel. Ela também foi membro dos Heróis de Aluguel e da Stark International.
Após sua primeira aparição, sua continuidade na Marvel Comics passou por um retcon para que a personagem, apresentada como o deus mitológico Minerva, introduzido na Red Raven Comics # 1 (agosto de 1940), fosse, na verdade, Thena.

## Biografia
Thena nasceu na cidade de Olímpia, na Grécia antiga, e é, portanto, um dos eternos de Olímpia. Originalmente chamada de Azura, porém seu pai, Zuras, teve que alterar seu nome por decreto real para se assemelhar ao da filha de Zeus, Atena (nome romano Minerva) para selar o tratado entre os deuses do Olimpo e os Eternos, no qual os Eternos atuariam como representantes dos deuses na Terra, com Thena servindo como representante pessoal de Athena. Devido a isso, ela tem sido freqüentemente confundida com Athena e Minerva. A cidade de Atenas foi aparentemente construída para ela, não a deusa, embora Thena mais tarde tenha permitido que ela fosse conquistada pelos espartanos em 404 a.C.
Thena se tornou estudiosa e uma guerreira enquanto crescia. Ela encontrou Kro na Babilônia há 2.500 anos. Ele teve a chance de matá-la, mas não o fez. Com o passar dos anos, os dois se aproximaram e  durante a Guerra do Vietnã, isso fez com que ela engravidasse de gêmeos. Thena os colocou dentro da Sra. Ritter, uma mulher infértil, que os criou como seus próprios filhos, Donald e Deborah.
Quando Kro liderou seus exércitos em um ataque à cidade de Nova York, Thena se opôs a ele para ajudar a resgatar Sersi. Thena se reencontrou com Kro e se declarou publicamente como um Eterno. Depois que Kro pediu por uma trégua, ele mostrou a ela Ransak, O Rejeitado, um Deviante geneticamente estável. Thena foi convencida pelo Deviante Karkas a conceder a ambos um santuário e levá-los sob sua proteção. Ela então participou da Uni-Mente. Com Karkas e o Rejeitado, ela lutou com Zakka e Tutinax. Ela conheceu e se tornou uma aliada de Thor, e depois lutou com Atena, do Olimpo, durante uma batalha entre os deuses do Olimpo e os Eternos. Ela então formou a Uni-Mente novamente, lutou contra Maelstrom ao lado dos Vingadores; e depois foi escolhida pela Uni-Mind para permanecer na Terra.Após a morte de Zuras e a subsequente partida da maioria dos Eternos da Terra, Thena se tornou a Primeira Eterna (líder dos Eternos da Terra), mas ela foi traumatizada pela morte de seu pai e foi sutilmente influenciada por uma Mina de Cérebro que Kro colocou em sua cabeça. Ela frustrou os esforços dos outros Eternos contra Kro e se voltou contra Ikaris para ajudar a salvar a vida de Kro, mas depois renunciou seu título para Ikaris e foi banida. Foi capturada com Kro por Ghaur e libertada do cérebro de Kro; Quando soube da Mina do Cérebro, ficou furiosa com Kro. Ela enfrentou Ghaur ao lado dos Eternos, Thor e os Vingadores da Costa Oeste. Ela acabou por se reunir com seus filhos e Kro.

### Os Eternos (2006)
No título Eternos de 2006, Thena é casada com Thomas Eliot, tem um filho, e é pesquisadora da Stark International. Assim como Sersi e Makkari, ela foi afetada pela distorção da realidade de Sprite para não ter lembranças de seu passado como um Eterno.
Ela foi libertada de uma situação de reféns pelo Homem de Ferro nos eventos dos quadrinhos da Guerra Civil. Mais tarde, ela começou a sofrer pesadelos terríveis em que ela era de fato imortal, e lutou contra vários Deviantes multicoloridos com facilidade. Quando ela acordou de um desses sonhos, descobriu que recuperara seu traje e seus poderes. Ela é então convocada por Ikaris para ajudar a impedir que 'O Celestial dos Sonhos' desperte de seu sono sob a cidade de Los Angeles.
No final da história, ela continua sendo um dos Eternos, mantendo seu filho (humano) com ela em sua casa depois de uma discussão acalorada com Ikaris.

## Poderes e habilidades

### Poderes Divinos
Thena tem força sobre-humana, capaz de levantar mais de 500kg quando não está usando seus poderes. Quando entra em combate, ela usa energia cósmica para melhorar sua própria força física e resistência, podendo levantar até 25 toneladas. Como a maioria dos Eternos, Thena prolongou a longevidade, a capacidade de regenerar ferimentos, pode levitar ("voar") à vontade e usar o Poder Cósmico para uma variedade de usos ofensivos e defensivos. Treinamento rigoroso e autodisciplina fazem dela um dos Eternos mais poderosos.

### Telepatia
Possui telepatia de baixo nível. Ela pode se comunicar com outras mentes em locais próximos e escanear os pensamentos superficiais de mentes menos experientes que as dela. Ela é incapaz, no entanto, de penetrar nas defesas de outros telepatas. Ela pode alterar as percepções de outras pessoas em imediações próximas, concedendo-lhe uma pequena habilidade de fundição por ilusão.

### Armas
Thena é uma estudiosa imortal com mais de 4000 anos de estudos em vários campos. Ela também se destacou em batalha pela mesma duração, embora a lança e a besta sejam suas armas favoritas.

### Combate sem armas
Thena é uma atleta talentosa e uma excelente combatente com as mãos. Suas habilidades físicas são superiores a um Eterno feminino comum com pouca ou nenhuma experiência de combate.

## Outras versões
- Em Avengers-Next, edição # 2, é revelado que Thor tinha uma filha na linha do tempo alternativa, que também é chamada Thena, e possui os poderes de deus do trovão de seu pai.

## Outras mídias

### Televisão
- Thena aparece em Marvel Knights:Eternals, originalmente dublada por Lisa Ann Beley.[11]

### Cinema
- A personagem foi confirmada no filme dos Eternos e fará sua estreia no Universo Cinematográfico Marvel em novembro de 2021.[12] Thena será interpretada pela atriz Angelina Jolie.[13]